# Sathodrilus chehalisae
Sathodrilus chehalisae är en ringmaskart som beskrevs av Holt 1981. Sathodrilus chehalisae ingår i släktet Sathodrilus och familjen Cambarincolidae. Inga underarter finns listade i Catalogue of Life.